# Diego Valanta
Diego Ezequiel Valanta del Vasto (Ciudad de Panamá, Panamá, 8 de septiembre de 2000) es un futbolista panameño que juega como delantero en el Inter Playa de la Serie A de México.

## Trayectoria

### Tauro FC
Se formó en las categorías inferiores del Tauro FC y su debut profesional en la Primera División de Panamá el 13 de noviembre de 2016 con 16 años en la victoria 0 a 3 contra el San Francisco FC en el Estadio Agustín Muquita Sánchez siendo suplente entrando al minuto 60 por José Batista. En el LPF Apertura 2016 jugó 1 partido y anotó 1 gol llegando hasta semifinales, Salió campeón del Torneo Apertura 2018 en donde jugó 5 partidos y anotó 1 gol, en el Torneo Clausura 2019 jugó 10 partidos y anotó 1 gol llegando hasta semifinales, salió campeón del Torneo Apertura 2019 en donde jugó 1 partido.

### Deportivo Cali
Fue prestado por el Deportivo Cali sub-20 para jugar torneos juveniles.

### Tauro FC
El 16 de septiembre de 2020 regreso de su cesión con el Deportivo Cali sub-20. Disputó su primer partido tras su regresó el 8 de octubre de 2020 en la derrota 0 a 3 contra el CA Independiente en el Estadio Javier Cruz siendo suplente entrando al minuto 57 por Víctor Medina. En el Torneo Clausura 2020 jugó 6 partidos y anotó 1 gol llegando hasta semifinales, en el Torneo Apertura 2021 jugó 8 partidos.

### Cafetaleros de Chiapas
El 9 de agosto de 2021 fue anunciado como nuevo jugador del Cafetaleros de Chiapas para disputar Serie A de México. Jugó el Torneo Apertura 2021 Serie A de México llegando hasta semifinales, fue subcampeón del Torneo Clausura 2022 Serie A de México.

### Inter Playa
El 1 de julio de 2022 fue anunciado como nuevo jugador del Inter Playa del Carmen para disputar Serie A de México. Jugó el Torneo Apertura 2022 Serie A de México fue subcampeón del Torneo Clausura 2023 Serie A de México, Salió campeón de la Copa Conecta 2023.

## Selección nacional

### Categorías inferiores
Ha sido convocado por selección Sub-17 y sub-20 de Panamá para disputar el Campeonato Sub-17 de la Concacaf de 2017 en donde jugó 5 partidos llegando hasta la etapa final de clasificación, el Campeonato Sub-20 de la Concacaf de 2018 en donde jugó 6 partidos y anotó 4 goles quedando en el tercer lugar y la Copa Mundial de Fútbol Sub-20 de 2019 jugó 3 partidos y anotó 2 goles llegando hasta los octavos de final.

### Selección absoluta
Hizo su debut con la selección absoluta el 11 de octubre de 2020 en la victoria 0 a 1 contra  Costa Rica en un partido amistoso en el Estadio Nacional de Costa Rica siendo titular jugando hasta el minuto 46.

### Participaciones en selección nacional
| Copa                     | Categoría | Sede           | Resultado                    | Partidos | Goles |
| ------------------------ | --------- | -------------- | ---------------------------- | -------- | ----- |
| Campeonato Sub-17 2017   | Sub-17    | Panamá         | Etapa Final de Clasificación | 5        | 0     |
| Campeonato Sub-20 2018   | Sub-20    | Estados Unidos | Tercer lugar                 | 6        | 4     |
| Copa Mundial Sub-20 2019 | Sub-20    | Polonia        | Octavos de final             | 3        | 2     |

## Clubes
| Club                   | País     | Año             |
| ---------------------- | -------- | --------------- |
| Tauro FC               | Panamá   | 2016 - 2019     |
| Deportivo Cali Sub-20  | Colombia | 2019 - 2020     |
| Tauro FC               | Panamá   | 2020 - 2021     |
| Cafetaleros de Chiapas | México   | 2021 - 2022     |
| Inter Playa            | México   | 2022 - presente |

## Palmarés

### Títulos nacionales
| Título           | Club        | País   | Año    |
| ---------------- | ----------- | ------ | ------ |
| Primera División | Tauro FC    | Panamá | 2018-A |
| Primera División | Tauro FC    | Panamá | 2019-A |
| Copa Conecta     | Inter Playa | México | 2023   |